# Elimination Chamber 2019
Elimination Chamber (2019) was een professioneel worstel-pay-per-view (PPV) en WWE Network evenement dat georganiseerd werd door WWE voor hun Raw, SmackDown en 205 Live brands. Het was de 9e editie van Elimination Chamber en vond plaats op 17 februari 2019 in het Toyota Center in Houston, Texas.

## Matches
| Nr. | Match | Winnaar(s)                  | Opmerkingen                                                                      | Bron  |
| --- | --- | --------------------------- | -------------------------------------------------------------------------------- | ----- |
| 1p  | Buddy Murphy (c) vs. Akira Tozawa | Buddy Murphy                | Eén-op-één match voor het WWE Cruiserweight Championship.                        | [ 2 ] |
| 2   | The Boss 'n' Hug Connection (Bayley & Sasha Banks) vs. Carmella & Naomi vs. Mandy Rose & Sonya Deville vs. Nia Jax & Tamina vs. The IIconics (Billie Kay & Peyton Royce) vs. The Riott Squad (Liv Morgan & Sarah Logan) | The Boss 'n' Hug Connection | Elimination Chamber match voor het inaugurele WWE Women's Tag Team Championship. | [ 2 ] |
| 3   | The Usos (Jey & Jimmy Uso) vs. The Miz & Shane McMahon (c) | The Usos (nc)               | Tag Team match voor het WWE SmackDown Tag Team Championship.                     | [ 2 ] |
| 4   | Finn Bálor vs. Bobby Lashley (c) & Lio Rush | Finn Bálor (nc)             | Handicap match voor het WWE Intercontinental Championship.                       | [ 2 ] |
| 5   | Ronda Rousey (c) vs. Ruby Riott | Ronda Rousey                | Eén-op-één match voor het WWE Raw Women's Championship.                          | [ 2 ] |
| 6   | Baron Corbin vs. Braun Strowman | Baron Corbin                | No Disqualification match.                                                       | [ 2 ] |
| 7   | Daniel Bryan (c) vs. AJ Styles vs. Jeff Hardy vs. Kofi Kingston vs. Randy Orton vs. Samoa Joe | Daniel Bryan                | Elimination Chamber match voor het WWE Championship.                             | [ 2 ] |